# Cesenni Lentó
Cesenni Lentó (en llatí Caesennius Lento) era un polític romà, seguidor de Marc Antoni.
Aquest el va nomenar un dels set comissionats agraris (septemviri) l'any 44 aC per distribuir les terres de Campània i algun altre districte, i Ciceró l'anomenava "divisor Italiae".
Durant el setge de Mutina l'any 43 aC, Lentó va ser estacionat a Etrúria vigilant les comunicacions amb Roma per la via Càssia, circumstància que va fer que Ciceró declinés la invitació de Marc Antoni de ser legat a la Gàl·lia Cisalpina.